# Jem Carney
Jem Carney (* 5. November 1856 in Birmingham, England; † 8. September 1941 in London, England) war ein englischer Boxer in der Bare-knuckle-Ära. 
Der Sohn irischer Eltern begann mit dem Boxen im Jahr 1881. 
Er war ungeschlagen, als er gegen Jake Hyams im Leichtgewicht am 20. Dezember 1884 um die englische Meister boxte. Diesen Kampf entschied Carney nach 1 Stunde, 45 Minuten und 45 brutalen Runden für sich und eroberte somit jenen Titel.
Carney fand im Jahre 2006 Aufnahme in die International Boxing Hall of Fame.